# Michael van der Veen
Michael Thomas van der Veen (Norwich, 16 de septiembre de 1963) es un abogado estadounidense que se especializa en derecho de lesiones personales. Representó al ex-presidente de los Estados Unidos Donald Trump durante su segundo proceso de destitución.

## Primeros años y educación
Nació el 16 de septiembre de 1963 en Norwich, Connecticut. Van der Veen asistió a Choate Rosemary Hall en Connecticut, donde se graduó en 1981. Luego asistió a la Universidad Wesleyana de Ohio y se graduó en 1985. Asistió a la Escuela de Derecho de la Universidad Quinnipiac, donde recibió un título de Juris doctor en 1988. También recibió un Máster en Derecho en defensa de juicios de la Escuela de Derecho James E. Beasley de la Universidad del Temple.

## Carrera profesional
Van der Veen ha sido abogado desde 1988. Es uno de los fundadores del bufete de abogados de lesiones personales y penales de Filadelfia, Van der Veen, O'Neill, Hartshorn and Levin. Su práctica de litigio incluye litigios penales y de lesiones personales. Ha representado a clientes en relación con accidentes automovilísticos, accidentes de construcción, mordeduras de perros, defectos de productos y brutalidad policial. También representó a un hombre que afirmó haber sido servido una rata frita en un restaurante de Kentucky Fried Chicken. También ha representado a imputados penales acusados de violación, conducir en estado de ebriedad, tráfico de drogas, malversación de fondos y asesinato.
En agosto de 2020, Van der Veen representó a un cliente que demandó al entonces presidente de los Estados Unidos Donald Trump, alegando que los ataques de Trump al Servicio Postal de los Estados Unidos no estaban respaldados por pruebas. La demanda alega: «Estas acciones ... surgen en un entorno sujeto a repetidas afirmaciones del presidente Donald J. Trump de que votar por correo está lleno de fraude, a pesar de no tener pruebas que respalden estas afirmaciones ...».

### Juicio del proceso de destitución de Trump
El 12 y 13 de febrero de 2021, van der Veen presentó argumentos a favor de la defensa de Donald Trump en el segundo proceso de destitución del expresidente. El 13 de febrero de 2021, van der Veen declaró que buscaría deponer al menos a 100 personas para el juicio en su oficina de Filadelfia, incluidas la presidenta de la Cámara de Representantes Nancy Pelosi y la vicepresidenta Kamala Harris, lo que causó jadeos y risas en el Senado. Van der Veen respondió enojado: «No sé cuántos abogados civiles hay aquí, pero así es como funciona, gente. No sé por qué se están riendo. Es un proceso civil. Así es como lo hacen los abogados».
Al concluir el juicio, el Senado votó 57 a 43 para condenar a Donald Trump por incitar a la insurrección en el asalto al Capitolio de los Estados Unidos del 6 de enero de 2021. Trump fue absuelto debido a que la Constitución de los Estados Unidos requiere que dos tercios del Senado deben votar a favor de la condena. Siete senadores republicanos votaron a favor de condenar a Donald Trump, la mayor votación bipartidista para una condena en un proceso de destitución a un presidente de los Estados Unidos.
Después del juicio en el Senado, van der Veen discutió airadamente con la presentadora de CBSN Lana Zak, acusándola de ser parte de una prensa sesgada y terminando la entrevista arrancando su micrófono.
El papel de van der Veen en el juicio resultó en el ridículo en la televisión y las redes sociales. Fue interpretado por Pete Davidson en la apertura de Saturday Night Live el 13 de febrero de 2021. Davidson satirizó el uso de van der Veen del término Jiminy Cricket («Pepito Grillo») y su pronunciación de «Filadelfia». Su casa en los suburbios de Filadelfia fue objeto de vandalismo con grafitis y un pequeño grupo de manifestantes formó piquetes frente a su despacho de abogados en Filadelfia.

## Vida personal
Van der Veen y su esposa, Marion, tienen dos hijas.